# لورا بونو
لورا بونو (بالإيطالية: Laura Bono)‏ هي مغنية وملحنة ومغنية مؤلفة إيطالية، ولدت في 14 يناير 1979 في فاريزي في إيطاليا.

## وصلات خارجية
- الموقع الرسمي
- لورا بونو على موقع IMDb (الإنجليزية)
- لورا بونو على موقع ميوزك برينز (الإنجليزية)
- لورا بونو على موقع أول ميوزيك (الإنجليزية)
- لورا بونو على موقع ديسكوغز (الإنجليزية)